# Териимаеваруа II
Териимаеваруа II (фр. Teriimaevarua II; 23 мая 1841, Раиатеа — 12 февраля 1873, Бора-Бора) — королева Бора-Бора и Маупити, принцесса Королевства Таити из рода Помаре.

## Биография

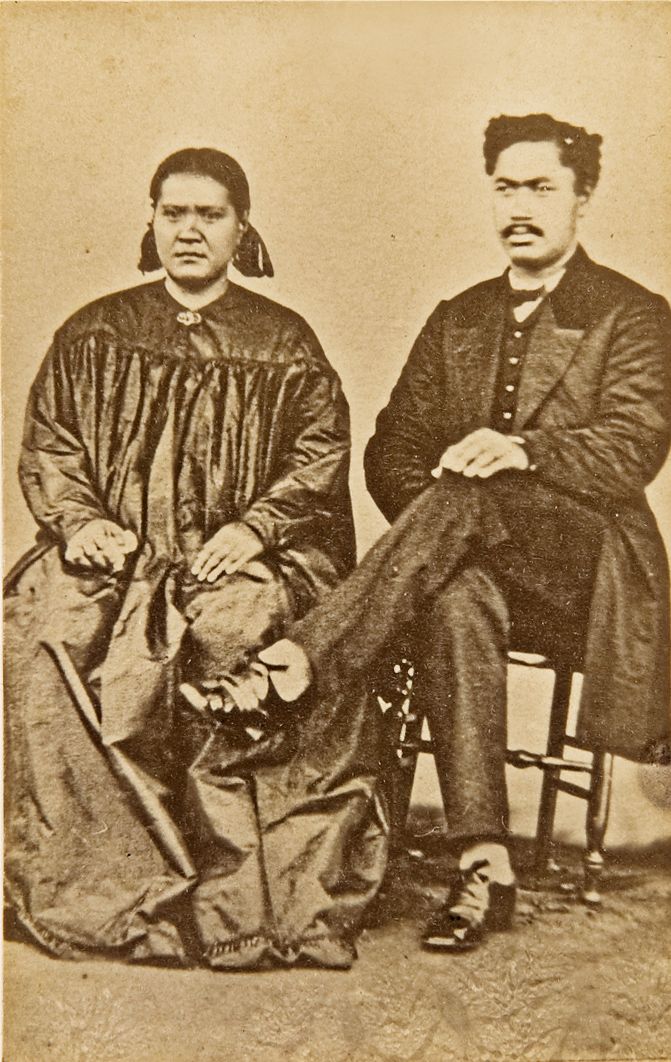
Королева Териимаеваруа II с мужем

Териимаеваруа II имела имя Маеваруа Помаре, она была единственной дочерью королевы Таити Помаре IV и её второго мужа Тенаниа Арифифаайт с острова Раиатеа. Маеваруа Помаре была усыновлена первым мужем своей матери бесплодным королём Бора-Бора Тапоа II. После его смерти в 1860 году, она стала королевой Бора-Бора под именем Териимаеваруа II. В феврале 1866 года она вышла замуж за Темаиарии из знатного рода Маи. Так как в этом браке детей не было, преемником она избрала свою племянницу Терьямаеваруа Помаре, дочь короля Таити Таматуа II. После смерти Териимаеваруа II, Терьямаеваруа Помаре стала королевой Бора-Бора под именем Териимаеваруа III. Так как новая королева была несовершеннолетней регентом при ней был муж Териимаеваруа II Темаиарии Маи.